# Ptyssiglottis radicans
Ptyssiglottis radicans är en akantusväxtart som först beskrevs av Charles Baron Clarke, och fick sitt nu gällande namn av Spencer Le Marchant Moore. Ptyssiglottis radicans ingår i släktet Ptyssiglottis och familjen akantusväxter. Inga underarter finns listade i Catalogue of Life.